# Plessis
Plessis – jednostka osadnicza w Stanach Zjednoczonych, w stanie Nowy Jork, w hrabstwie Jefferson.